# Groupe K des éliminatoires de la Coupe d'Afrique des nations de football 2019
Le groupe K des qualifications à la Coupe d'Afrique des nations de football 2019 est une compétition qualificative pour la phase finale de la Coupe d'Afrique des nations de football 2019. Les deux équipes qui termineront en tête du groupe seront qualifiées pour la CAN qui se déroule en juin 2019. Ce groupe est composé de la Guinée-Bissau, du Mozambique, de la Namibie et de la Zambie. La Guinée-Bissau et la Namibie se qualifient en terminant aux deux premières places.

## Tirage au sort
Le tirage au sort se déroule le 12 janvier 2017 à Libreville. Les 51 sélections africaines sont classées dans cinq chapeaux selon un classement CAF construit à partir des résultats dans les CAN précédentes.
Le tirage au sort désigne les équipes suivantes dans le groupe K :
- Chapeau 1 : Zambie (10e du classement CAF)
- Chapeau 2 : Mozambique (24e du classement CAF)
- Chapeau 3 : Guinée-Bissau (30e du classement CAF)
- Chapeau 4 : Namibie (40e du classement CAF)

## Classement
La Guinée-Bissau termine en tête du groupe avec 9 points (2 victoires et 3 matchs nuls). A égalité de points, la Namibie et le Mozambique sont départagés par leurs confrontations directes, à l'avantage des Namibiens qui se sont imposés deux fois (2-1, 1-0).
| Rang | Équipe        | Pts | J | G | N | P | Bp | Bc | Diff |  | Résultats (▼ dom., ► ext.) |     |     |     |     |
| ---- | ------------- | --- | - | - | - | - | -- | -- | ---- |  | -------------------------- | --- | --- | --- | --- |
| 1    | Guinée-Bissau | 9   | 6 | 2 | 3 | 1 | 8  | 7  | +1   |  | Guinée-Bissau              |     | 1-0 | 2-2 | 2-1 |
| 2    | Namibie       | 8   | 6 | 2 | 2 | 2 | 5  | 7  | -2   |  | Namibie                    | 0-0 |     | 1-0 | 1-1 |
| 3    | Mozambique    | 8   | 6 | 2 | 2 | 2 | 7  | 7  | 0    |  | Mozambique                 | 2-2 | 1-2 |     | 1-0 |
| 4    | Zambie        | 7   | 6 | 2 | 1 | 3 | 8  | 7  | +1   |  | Zambie                     | 2-1 | 4-1 | 0-1 |     |

## Résultats
1re journée
| 10 juin 2017 | Zambie  | 0 - 1 | Mozambique | Stade Levy Mwanawasa, Ndola |                          |
| 15h00 UTC+2  |         | (0-0) | 90e Ratifo | Arbitrage : Victor Gomes    | Arbitrage : Victor Gomes |
| 15h00 UTC+2  | Rapport |       |            | Arbitrage : Victor Gomes    | Arbitrage : Victor Gomes |

| 10 juin 2017 | Guinée-Bissau | 1 - 0 | Namibie | Stade du 24-Septembre, Bissau |                           |
| 16h00 UTC    | Gomes 23e     | (1-0) |         | Arbitrage : Daniel Laryéa     | Arbitrage : Daniel Laryéa |
| 16h00 UTC    | Rapport       |       |         | Arbitrage : Daniel Laryéa     | Arbitrage : Daniel Laryéa |

2e journée :
| 8 septembre 2018 | Namibie      | 1 - 1 | Zambie       | Stade Sam Nujoma, Windhoek   |                              |
| 16h00 (UTC+2)    | Shilongo 79e | (0-0) | 90+2e Shonga | Arbitrage : Juste Ephrem Zio | Arbitrage : Juste Ephrem Zio |
| 16h00 (UTC+2)    | Rapport      |       |              | Arbitrage : Juste Ephrem Zio | Arbitrage : Juste Ephrem Zio |

| 8 septembre 2018 | Mozambique                         | 2 - 2 | Guinée-Bissau                   | Stade national, Maputo              |                                     |
| 17h00 (UTC+2)    | Zainadine Jr 43e · Reginaldo 90+2e | (1-0) | 51e Carlos Embaló · 90+8e Mendy | Arbitrage : Ahmad Imtehaz Heeralall | Arbitrage : Ahmad Imtehaz Heeralall |
| 17h00 (UTC+2)    | Rapport                            |       |                                 | Arbitrage : Ahmad Imtehaz Heeralall | Arbitrage : Ahmad Imtehaz Heeralall |

3e journée :
| 10 octobre 2018 | Zambie                 | 2 - 1 | Guinée-Bissau | National Heroes Stadium, Lusaka |                                 |
|                 | Sunzu 17e · Shonga 52e | (1-0) | 80e Mendy     | Arbitrage : Hassan Mohamed Hagi | Arbitrage : Hassan Mohamed Hagi |
|                 | Rapport                |       |               | Arbitrage : Hassan Mohamed Hagi | Arbitrage : Hassan Mohamed Hagi |

| 13 octobre 2018 | Mozambique | 1 - 2 | Namibie                  | Stade du Zimpeto, Maputo               |                                        |
|                 | Mexer 26e  | (1-0) | 69e Shitembi · 90e Hotto | Arbitrage : Helder Martins de Carvalho | Arbitrage : Helder Martins de Carvalho |
|                 | Rapport    |       |                          | Arbitrage : Helder Martins de Carvalho | Arbitrage : Helder Martins de Carvalho |

4e journée :
| 14 octobre 2018 | Guinée-Bissau                    | 2 - 1 | Zambie     | Stade du 24-Septembre, Bissau      |                                    |
|                 | Sunzu 53e (csc) · Toni Silva 62e | (0-1) | 13e Shonga | Arbitrage : Kokou Ognankotan Ntale | Arbitrage : Kokou Ognankotan Ntale |
|                 | Rapport                          |       |            | Arbitrage : Kokou Ognankotan Ntale | Arbitrage : Kokou Ognankotan Ntale |

| 16 octobre 2018 | Namibie       | 1 - 0 | Mozambique | Stade Sam Nujoma, Windhoek       |                                  |
| 19h00 (UTC+2)   | Shalulile 72e | (0-0) |            | Arbitrage : Jean Marc Ganamandji | Arbitrage : Jean Marc Ganamandji |
| 19h00 (UTC+2)   | Rapport       |       |            | Arbitrage : Jean Marc Ganamandji | Arbitrage : Jean Marc Ganamandji |

5e journée :
| 17 novembre 2018 | Namibie | 0 - 0 | Guinée-Bissau | Stade Sam Nujoma, Windhoek        |                                   |
|                  |         | (0-0) |               | Arbitrage : Noureddine El Jaafari | Arbitrage : Noureddine El Jaafari |
|                  | Rapport |       |               | Arbitrage : Noureddine El Jaafari | Arbitrage : Noureddine El Jaafari |

| 18 novembre 2018 | Mozambique    | 1 - 0 | Zambie | Stade du Zimpeto, Maputo |                          |
|                  | Reginaldo 63e | (0-0) |        | Arbitrage : Joshua Bondo | Arbitrage : Joshua Bondo |
|                  | Rapport       |       |        | Arbitrage : Joshua Bondo | Arbitrage : Joshua Bondo |

6e journée :
| 23 mars 2019 | Guinée-Bissau           | 2 - 2 | Mozambique              | Stade du 24-Septembre, Bissau |                         |
|              | Piqueti 13e · Mendy 90e | (1-0) | 48e Ratifo · 89e Nelson | Arbitrage : Sadok Selmi       | Arbitrage : Sadok Selmi |
|              | Rapport                 |       |                         | Arbitrage : Sadok Selmi       | Arbitrage : Sadok Selmi |

| 23 mars 2019 | Zambie                                       | 4 - 1 | Namibie      | National Heroes Stadium, Lusaka |                             |
|              | Mulenga 12e 82e · Malama 55e · Kambole 90+2e | (1-0) | 90e Katupose | Arbitrage : Bernard Camille     | Arbitrage : Bernard Camille |
|              | Rapport                                      |       |              | Arbitrage : Bernard Camille     | Arbitrage : Bernard Camille |

## Liste des buteurs
3 buts :
- Frédéric Mendy
- Justin Shonga

2 buts :
- Ratifo
- Reginaldo
- Augustine Mulenga

1 but :
- Carlos Embaló
- Piqueti
- Gomes
- Toni Silva
- Nelson
- Zainadine Jr
- Mexer
- Deon Hotto
- Muna Katupose
- Peter Shalulile
- Benson Shilongo
- Petrus Shitembi
- Donashano Malama
- Stoppila Sunzu